# 황순원
황순원(黃順元, 1915년 3월 26일~2000년 9월 14일)은 대한민국의 시인이자 소설가이다. 본관은 제안(齊安)이고 자(字)는 만강(晩岡)이다. 주요 작품으로는 《소나기》, 《별》, 《독 짓는 늙은이》, 《학》, 《카인의 후예》 등이 있다.

## 학력
- 평안남도 평양 숭덕소학교 졸업
- 평안북도 정주 오산고등보통학교 수료
- 평안남도 평양 숭실고등보통학교 졸업
- 일본 와세다 제2고등학원 전문학사
- 일본 와세다 대학교 영어영문학과 학사

## 생애
황순원은 1915년 3월 26일 평안남도 대동군 재경면 빙장리에서 아버지 황찬영(黃贊永)과 어머니 장찬붕(張贊朋) 사이에서 태어났다. 그의 부친은 3.1운동 때 평양 숭덕학교 교사로 재직 중에 태극기와 독립선언서를 평양 시내에 배포한 일로 옥살이를 했다. 한때 일제 경찰이 뿌린 서슬을 피하여 평안남도 강동군에서 잠시 유아기를 보낸 적이 있는데, 1921년 당시 6세 때 가족 전체가 평양으로 이사하고, 1923년 만 8세 때 숭덕소학교에 입학한다. 유복한 환경에서 예체능 교육까지 따로 받으며 자라났다. 1929년에는 정주에 있는 오산중학교에 입학한다. 그곳에서 교장 출신인 남강 이승훈을 만나게 된다.
1930년부터 동요와 시를 발표하여 등단하였다. 1931년 7월 《동광(東光)》에 실은 〈나의 꿈〉이 등단작이다. 이후 숭실중학교로 전학을 가게 되고, 중학교 시절 거듭 시를 발표하다가 1934년 졸업하고 일본 도쿄로 건너가 와세다 제2고등학원에 입학한다. 이해랑, 김동원 등과 함께 극예술 연구단체 《동경학생예술좌》를 창립하였고, 이 단체 이름으로 27편의 시가 실린 첫 시집 《방가(放歌)》를 간행했다. 1936년 와세다 제2고등학원을 졸업하고 와세다 대학교 문학부 영문과에 입학한다. 그 해 5월에 두 번째 시집 《골동품(骨董品)》을 냈다. 이후 시를 더 이상 쓰지 않고 문학 편력이 소설로 넘어간다. 그 첫 작품은 1937년 7월 《창작(創作)》 제3집에 발표한 〈거리의 부사(副詞)〉이다. 이듬해 10월에 〈돼지계(系)〉를 발표하고, 이 두 작품을 비롯해서 창작 연대가 확실치 않은 다른 11편의 단편을 함께 묶어 그로부터 3년 뒤인 1940년에 《황순원 단편집》(나중에 이 책을 《늪》이라는 제목으로 고쳐 펴낸다)을 발표하면서 본격적으로 소설을 쓰기 시작했다. 그 후에도 단편소설을 주로 쓰며 활동하다가 1942년 이후에는 일본의 한글 말살정책으로 고향인 빙장리에 숨어 지냈다. 그러나 그 가운데서도 작품을 발표하지 않은 채 여러 단편을 썼다. 8.15 광복 이후 황순원은 평양으로 돌아가지만 북조선이 공산화되면서 지주 계급으로 몰리자 신변에 위협을 느끼고 이듬해 월남했다.
월남 후 서울고등학교 국어 교사로 재직한 황순원은 지속적으로 단편소설을 발표했고, 1953년에는 장편 작가로서 그를 인정받게 한 장편 소설 《카인의 후예》를 발표한다. 1957년에는 경희대학교 국문과 조교수로 전임하여 생활이 안정되면서 김광섭, 주요섭, 조병화 등 동료 문인들과 함께 더 많은 작품을 발표하기 시작했다.
그는 1985년 발표한 산문집 《말과 삶과 자유》를 발표할 때까지 왕성한 창작열을 불태우며 많은 작품을 발표하였다. 그리고 2000년 타계할 때까지 소설은 더 이상 쓰지 않았으나 간간이 시작품을 발표하며 말년을 보냈다. 아들 황동규는 시인이자 영문학자로 활동하고 있다. 황순원의 단편소설 《소나기》는 현재 중학교 국어 교과서에 수록되어 있으며, 소년의 순수한 사랑을 부각시킨 내용의 뮤지컬로도 제작이 되기도 하였다.
2000년 9월 14일에 노환으로 서울특별시 동작구 사당동 자택에서 별세했다(향년 86세).

## 창작 경향
황순원의 단편은 주로 현재형 문장을 사용하고 직접적 대화보다는 감각적 묘사와 서술적 진술이 주를 이룬다. 이를 두고 김현은 "그가 단편까지를 시의 연장으로 본 것이 아닐까"라고 추측했다. 그 때문에 그의 소설은 '시적인 소설'이라는 평가를 받았다. 또한, 그는 옛날 이야기나 전설을 현재의 사건과 융합시키는 환상적인 수법을 통해 소설에 설화적 분위기를 부여했다.

## 인간 관계
- 1950년대 중반부터 아동문학가 강소천(姜小泉)· 시인 박목월(朴木月) 등과 문우(文友) 관계를 맺었다.

## 이색적인 이력
* 1970년 이형표(李亨杓)가 감독한 영화 《시집은 가야지요》라는 작품에서 방진훈 역으로 조연하여 영화배우로 데뷔하기도 하였다.

## 상훈과 추모
아시아자유문학상(1955), 예술원상(1961), 3·1문화상(1966), 대한민국 문학상 본상(1983), 인촌상(1987) 등을 수상했으며 국민훈장 동백장(1970)과 금관문화훈장(2000)을 받았다.